# Piscinas
Piscinas település Olaszországban, Szardínia régióban, Carbonia-Iglesias megyében. Lakosainak száma 793 fő (2023. január 1.). Piscinas Masainas, Teulada, Villaperuccio, Giba, Santadi és Tratalias községekkel határos.

## Népesség
A település lakossága az elmúlt években az alábbi módon változott:
| Lakosok száma | 856  | 860  | 793  |
|               | 2017 | 2018 | 2023 |